# Радивоје Керовић
Радивоје Керовић (Тобут, 1913 — Мајевица, 20. јануар 1946) био је четнички војвода током Другог свјетског рата.

## Биографија
Радивоје Керовић је рођен 1913. године у селу Тобут испод планине Мајевице у североисточној Босни и Херцеговини у имућној породици са дугом традицијом учествовања у националним питањима српског народа и великим бројем родољуба. Радивојев отац Благоје Керовић био је члан Сокола и Младе Босне. После Сарајевског атентата пребегао је у Србију и као добровољац у српској војсци учествовао је у низу битака, укључујући и пробој Солунског фронта. Стекао је више одликовања. После рата, као најугледнији домаћин из области Мајевице, био је народни посланик и председник општине Прибој. Његов деда Митар и стриц Неђо преминули су током Првог светског рата у аустроугарском логору Мелерсдорф. Други стриц, Јован, дезертирао је из аустроугарске војске и придружио се добровољцима при руској армији. Погинуо је 1916. у Добруџи.

### Други светски рат и смрт
У Другом светском рату, чим је чуо за Драгољуба Михаиловића, Благоје је пошао на Равну гору, али су га Немци ухапсили на друму Лозница — Ваљево и стрељали. Када је средином 1942. створена Мајевичка четничка бригада, на кратко је њен командант био Керовић, иако је Михаиловић још 4. марта 1942. године за њеног команданта именовао Стевана Леку Дамјановића.
Знајући да је обезбеђење Штаба Мајевичког одреда слабо, Керовић и Дамјановић су са својим четницима опколили село Вукосавце и напали Штаб одреда, који се налазио у једно сеоској кући. У кућу је тада упала група четника с бомбама и пиштољима и на лицу места убила доктора Мустафу Мујбеговића, Перу Ћускића и Крсту Попова. На ту пуцњаву су из суседне собе истрчали Иван Марковић Ирац и Фадил Јахић Шпанац и ликвидирали четнике. Видевши да су опкољени, покушали су да бегом из куће, покушају да побегну. Искочили су кроз један од прозора куће и потрчали према једном потоку, где их је дочекала четничка заседа и обојицу убила. У овом четничком нападу, погинуло је укупно 30 људи — чланова Штаба и бораца Мајевичког партизанског одреда.
Због разилажења између Керовића и Дамјановића, Михаиловић је био принуђен да ову јединицу преименује у Мајевичко-посавску бригаду и да за команданта именовао капетана 1. класе Драгослава Рачића, а Керовић је тада именован за команданта позадине у бригади.
Радивоје Керовић је 30. маја 1942. са представницима НДХ у Лопарама склопио споразум.
Током деловања у источној Босни, 13. СС дивизија Ханџар је успоставила везе са четницима, и редовно их укључивала у своје акције. Први контакт између 13. CC дивизије и Керовићевих четника начињен је 16. маја 1944. Две стране су се сложиле да учествују у антипартизанским акцијама. Представници 27. СС пука позвани су да присуствују четничкој свечаности код манастира Тавна 4. јуна, а у јулу се командант дивизије Дезидериус Хампел састао се Керовићем.
Стеван Дамјановић Леко и Радивоје Керовић састајали су се током антипартизанске операције у источној Босни марта и априла 1944. са члановима штаба 13. СС „Ханџар” дивизије, са којима су се договорили о сарадњи у откривању и уништавању партизанских сарадника и партизанских болница које су остале у североисточној Босни.
Војвода Радивоје Керовић погинуо је 20. јануара 1946. на падинама Мајевице, изнад Сребреника, после дводневне операције чишћења терена који је спроводила јединица КНОЈ-а којом је командовао Бранко Стојановић, народни херој. Уз сталну размену ватре, Бранко Стојановић је у потери, по највећем снегу гонио Керовића око тридесет километара, сустигао га и убио.